# Котик (казка)
Котик — українська народна казка.
Казка друкувалася у збірниках казок та окремою книгою, а також випускалася у вигляді аудіоказки. Її сюжет нагадує відому казку французького письменника Шарля Перро «Кіт у чоботях».

## Сюжет
У померлого батька було троє синів. У спадок він залишив їм водяний млин (старшому), хлів (середньому) та кота (молодшому). Старший і середній брат були задоволені господарством, що дісталося їм, а молодший сильно засмутився і заплакав. Але котик, що сидить поруч із ним, сказав: «Не плач, дай мені мішок — я піду і тобі і собі хліба добуду!»
Взяв кіт мішок, поклав у нього капустяного листя і залишив у хліві у середнього брата. Наловивши там кроликів, приніс мішок цареві, сказавши, що це подарунок від пана Запічанського. Подякував цар котика і наказав насипати йому в мішок зерна і грошей дати. Дізнався середній брат, що котик у нього в хліві кроликів ловить, і сказав молодшому, щоб його кіт більше там не з'являвся, інакше він уб'є кота.
Знов засмутився молодший брат, і знову на допомогу йому прийшов котик. Дізнався, що цар із донькою буде біля річки гуляти. Прибіг додому та покликав господаря на річку. Там сказав йому: «Хазяїне мій любий, хазяїне коханий, знімай сорочку, стрибай у воду і кричи, щоб тебе врятували». Цар почув крики про допомогу; кіт сказав, що розбійники пограбували пана Запічанського і в річку кинули. Народ, що втік на річку, невідомо витяг господаря котика.
Цар узяв його до палацу, одягнув і нагодував. Молодший брат сподобався царівні — згодом вони одружилися. І хитрому коту з того часу було добре і його господареві.